# Экономика Боливии
Боливия — слаборазвитое аграрное государство, одна из беднейших стран Южной Америки (беднее неё только Венесуэла). 
Экономика Боливии — смешанная. Традиционно существенную роль в ней играет государство, до сих пор контролирующее значительную долю в добывающих предприятиях.

## Обзор
Основные отрасли народного хозяйства (2015):
- промышленность (38,3 %)
- услуги (48,5 %)
- сельское хозяйство (13,2 %)

Финансовые показатели:
- ВВП в 1997 г. равнялся 7,9 млрд долл.; в 2015 г. оценивался в $33,2 млрд;
- Паритет покупательной способности в 1999 г. составлял 24,2 млрд долл.; в 2015 г. оценивался в $74,3 млрд долл.[1]

На начало 2020-х Боливия, при всех достижениях последних лет, остается одной из беднейших стран континента: согласно данным Всемирного Банка на 2019 год, 18 % боливийцев живут за чертой бедности (в 2018 г. — 17 %). Ситуация усугубляется традиционным неравенством доходов отдельных групп населения; так, Коэффициент Джини для страны составляет 44,6 %.

## История
Политическая и экономическая ситуация в стране исторически находится под контролем представителей городской элиты преимущественно испанских кровей, тогда как большинство простых боливийцев едва сводят концы с концами.
В 1980-е годы экономика Боливии была на грани упадка. Произошло резкое падение объема добычи олова, без работы осталось около 21 тысячи горожан, резко возросла инфляция, обесценившая национальную валюту.
Жесткая финансовая политика, введение новой валюты и налоговая реформа приостановили инфляцию, вернув доверие иностранных партнеров. Такая политика, однако, увеличила пропасть между богатыми и бедными и стала причиной общественного недовольства.
С приходом к власти Эво Моралеса и его правительства в Боливии реализовывалась смешанная экономическая модель рыночного типа с элементами государственного планирования и регулирования, и с сохранением института частной собственности.
Протесты боливийских шахтеров в 2007 году (Bolivian miners' protest of 2007) — в начале 2007 года члены горнодобывающих кооперативов Боливии вышли на улицы в знак протеста против предложенного правительством Эво Моралеса дополнительного налога на добычу полезных ископаемых (ICM).  6 февраля некоторые районы боливийского региона Ла-Пас были остановлены, когда 20 тыс. шахтеров вышли на дороги и улицы. Шахтеры были набраны из небольших независимых кооперативов, многие из которых до сих пор добывают молотком и зубилом. Протестующие шахтеры бросали динамит и вступали в столкновения с проходящими мимо. Марш продолжился в столице Боливии, и динамит вызывал «гулкие взрывы, эхом разносящиеся по улицам». Правительство Моралеса утверждало, что «повышение налогов будет относительно незначительным для кооперативов». Оно попыталось предотвратить демонстрацию, объявив 5 февраля, что повышение налога было направлено не на 50 000 шахтеров, которые являются членами кооператива, а на более крупные частные горнодобывающие компании. Также оно объявило, что налоги кооперативов будут «заморожены на текущем уровне до дальнейшего уведомления». Это не разубедило тысячи протестующих, которые уже собрались недалеко от столицы в менее богатом городе Эль-Альто. 
Новая модель экономики способствовала сокращению бедности с 60 до 38 %, Боливия перестала быть страной с низким доходом населения и перешла в категорию стран со средним доходом после того, как её ВВП на душу населения был утроен в период с 2005 по 2013 год.
В 2010-е годы экономика государства стабильно развивалась, что стало возможным благодаря высоким ценам на экспортируемые газ, минеральное сырье и сельхозпродукцию, сохраняющемуся притоку зарубежных инвестиций (Китай стал важнейшим партнером Боливии в сфере строительных подрядов: по состоянию на 2021 год общая сумма контрактов, заключенных китайскими подрядчиками в Боливии, превышает 4 млрд долл.). 
Страна сохраняла лидирующие позиции в регионе по темпам экономического роста.

## Промышленность

### Добывающая промышленность
см. Mining in Bolivia
Боливия занимает лидирующие позиции в мире по запасам олова, цинка, серебра, вольфрама, свинца, лития (Литиевый треугольник), сурьмы и золота. Также страна имеет значительные запасы нефти и газа (страна обладает вторыми по величине запасами природного газа в Южной Америке) и железной руды.
Горнодобывающая промышленность долгое время занимала важное место в экономике страны, но её влияние с годами начало снижаться, так в 1974 году доля горнорудной промышленности в ВВП страны составляла 21 %, в 1994 году — 6 %, в 2005 году — 4,4 %. В 1994 году на долю металлических руд приходилось почти 40 % экспорта, а в 2003 году данный показатель упал до 20 %.
Основным видом рудного сырья, добываемого в Боливии, является олово. Добыча данного ресурса оказала влияние на развитие экономики страны с начала XX века и до середины 1980-х годов. Добыча олова контролировалась частными компаниями вплоть до 1952 года, когда крупнейшие горнорудные компании были национализированы и была создана государственная горнорудная компания Corporación Minera de Bolivia (COMIBOL).
В 1980-х годах произошло резкое падение добычи олова в стране, связанное со снижением цен на руду на мировых рынках.
В начале XXI века более половины олова в стране добывают средние частные компании, старательские артели и кооперативы, работающие на месторождениях San Jose, Huanuni, Llallagua, Siglo XX и Catavi в департаментах Оруро и Потоси.
Совместный российско-боливийский проект по добыче лития: в 2023 г. Uranium One Group (подразделение «Росатома») заключило соглашение по добыче лития  с государственной компанией Боливии Yacimientos de Litio Bolivianos (YLB). Российские специалисты построят в департаменте Потоси промышленный комплекс по добыче и производству карбоната лития.

## Сельское хозяйство
Долины восточных Анд образуют переходную область от Альтиплано к обширным восточным равнинам. Здесь на крутых склонах, где обычно приходится создавать террасы, выращиваются товарные культуры — кока, кофе (см. Производство кофе в Боливии), бананы, апельсины и какао, а также такие продовольственные культуры, как рис, тропические фрукты и кассава.
Наиболее плодородными почвами, пригодными для различных культур, отличается департамент Кочабамба, здесь производится пшеница, кукуруза, ячмень, овощи, тропические фрукты, а также молочные продукты; сельскохозяйственная продукция частично потребляется на месте, а частично вывозится в крупные города Альтиплано.
На обрабатываемых землях Альтиплано (150 тыс. га) ведется и натуральное хозяйство, выращивается картофель (основная пищевая культура), ячмень, киноа, кассава и др. Около озёр Титикака и Поопо выращивают пшеницу, люцерну, бобы и овощи.
Скотоводство:
из домашних животных, помимо свиней, крупного рогатого скота и овец, разводят эндемичных лам и альпака.
В животноводстве существенное значение имеет разведением лам. Вплоть до настоящего времени в горных Андах встречаются этнические группы, большую роль в хозяйстве которых играет разведение лам и альпака. Центр ламоводства локализуется в Южном Перу и Боливии и тяготеет к району оз. Титикака. Исследования, проведенные в нагорьях, позволяют выделить две хозяйственные модели у андийских ламоводов. В более благоприятных условиях с Относительно высоким количеством осадков и разнообразием биотипов на относительно небольшой территории ламоводство сочетается с развитым земледелием.

## Транспорт
Железные дороги Боливии имеют общую железнодорожную сеть с Чили, Аргентиной, Бразилией, Парагваем и Уругваем.
Имеется авиасообщение со странами Европы и Америки. Развит речной транспорт.

## Валюта
До 1962 г. — боливиано, с 1963 г. — боливийский песо.
В 1928 году в Боливии прошла денежная реформа в соотношении 1:1. Но поскольку в банках осталось большое количество не выпущенных в обращение купюр боливиано образца 1911 года, было решено пустить их в обращение параллельно с новыми боливиано, снабдив надпечаткой на лицевой стороне.
Из-за того, что Национальный банк Боливии, осуществлявший эмиссию купюр обр. 1911, поменял название на Центральный банк Боливии, надпечатки выполнялись с сохранением прежнего номинала в одну строчку чёрной краской: Центральный банк Боливии.
С 1987 года вновь вводится боливиано, по Указу 901 от 28 ноября 1986 года; состоит из 100 сентаво.
Симон Боливар на банкнотах Боливии
|                              |                              |                                          |                                          |
| Аверс 1 и 10 боливиано, 1928 | Аверс 1 и 10 боливиано, 1928 | Аверс 100 боливиано 1945 и 100 песо 1962 | Аверс 100 боливиано 1945 и 100 песо 1962 |

## Внешняя торговля
Боливия является одной из крупных стран по экспорту в мире, 93-е место. В 2016 году объём экспорта Боливии составил 7,38 млрд долларов США, а объём импорта 8,73 млрд долларов США, отрицательное сальдо внешней торговли: 1,35 млрд долларов США.
В структуре экспорта преобладают нефтяной попутный газ (ок. $2,03 млрд или 27 % от стоимости), цинковая руда (ок. $0,968 млрд или 13 % от стоимости), золото (ок. $0,745 млрд или 10 % от стоимости), соя и продукты из неё (ок. $648 млрд или 8,8 % от стоимости), иные металлические руды (ок. $0,604 млрд или 8,2 % от стоимости), так же экспортируются олово, нефть, кофе, фрукты и др.; основные торговые партнёры по экспорту (на 2016 год) Бразилия ($1,36 млрд или 18 % от общего объёма), США ($0,978 млрд или 13 % от общего объёма), Аргентина ($0,751 млрд или 10 % от общего объёма), Колумбия ($0,581 млрд или 7,9 % от общего объёма) и Китай ($0,478 млрд или 6,5 % от общего объёма). Доля России ок. 0,1 %.
В импорте преобладают автомобили (ок. $0,471 млрд или 5,4 % от стоимости), грузовики (ок. $0,405 млрд или 4,6 % от стоимости), нефтепродукты (ок. $0,373 млрд или 4,3 % от стоимости), автобусы (ок. $0,219 млрд или 2,5 % от стоимости), железная руда и прокат (ок. $0,212 млрд или 2,4 % от стоимости), так же импортируются химикаты, продукты питания и другие готовые промышленные изделия. Основные партнёры по импорту (на 2016 год) Китай ($1,6 млрд или 18 % от общего объёма), Бразилия ($1,46 млрд или 17 % от общего объёма), Чили ($1,03 млрд или 12 % от общего объёма), США ($0,810 млрд или 9,3 % от общего объёма) и Аргентина ($0,670 млрд или 7,7 % от общего объёма).
Доля России ок. 0,16 %.

## Доходы населения
Минимальный размер оплаты труда в Боливии — это самая низкая ежемесячная и почасовая оплата труда, которую работодатели по закону имеют право выплачивать своим работникам в Боливии. 
В Боливии минимальный размер оплаты труда (Мрот), регулируется министерством экономики и государственных финансов. Повышение национальной минимальной заработной платы устанавливается высшим декретом президента Боливии каждого 1 мая в честь Дня труда Боливии. 
Следует также упомянуть, что в Боливии государство осуществляет повышение заработной платы в соответствии с инфляцией за предыдущий год.
С 1987 года вводится новая валюта, называемая Боливиано (Bs) и с 1 января 1987 минимальный размер оплаты труда работника в Боливии развивалась с течением времени в соответствии с ростом боливийской экономики Минимальный размер оплаты труда в Боливии в середине 80-х составлял 40 Bs. К концу 80-х (1989 год), МРОТ достиг 68 Bs, рост составил 70 % по сравнению с 1986 годом. В 1991 году была принята национальная политика в области минимальной заработной платы. В том году зарплата была увеличена на 55 % по сравнению с предыдущей годом, достигнув 120 Bs. Минимальный размер оплаты труда в Боливии в начале 90-х составлял 77 Bs. К концу 90-х (1999 год), МРОТ достиг 330 Bs, рост составил 328,5 % по сравнению с 1990 годом. Минимальный размер оплаты труда в Боливии в начале 2000-х составлял 355 Bs. К концу 2000-х (2009 года), МРОТ достиг 647 Bs, рост составил 82,2 % по сравнению с 2000 годом. Минимальный размер оплаты труда в Боливии в начале 2010 года составлял 679 Bs. К концу 2017 года, Мрот достиг 2000 Bs, рост составил 194,5 % по сравнению с 2010 годом. Стоит отметить ускорившейся рост минимальной заработной платы, учитывая, что в предыдущие десятилетия (1990-е и 2000-е) минимальная заработная плата боливийским рабочим была самой низкой в Южной Америке, ниже 100 долларов в месяц. 
На 2017 год минимальный размер оплаты труда в Боливии несколько выше, чем в Перу, Колумбии, Мексике и Венесуэле.
В настоящее время Боливия является ведущей страной в Латинской Америке, которая в течение этого десятилетия увеличила реальную минимальную заработную плату без высокой инфляции.
| Минимальный размер оплаты труда | Минимальный размер оплаты труда         | Минимальный размер оплаты труда         | Минимальный размер оплаты труда | Минимальный размер оплаты труда | Минимальный размер оплаты труда     | Минимальный размер оплаты труда | Минимальный размер оплаты труда                                            | Минимальный размер оплаты труда    |
| ------------------------------- | --------------------------------------- | --------------------------------------- | ------------------------------- | ------------------------------- | ----------------------------------- | ------------------------------- | -------------------------------------------------------------------------- | ---------------------------------- |
| Год                             | Минимальный размер оплаты труда в месяц | Ежедневная минимальная заработная плата | Рост                            | Инфляция                        | Минимальный размер оплаты труда US$ | В €                             | Закон                                                                      | Примечания                         |
| 1982                            | b$. 9.178                               | b$. 305                                 |                                 |                                 |                                     |                                 |                                                                            |                                    |
| 1982                            | b$. 8.490                               | b$. 283                                 |                                 |                                 |                                     |                                 |                                                                            |                                    |
| 1983                            | b$. 12.400                              | b$. 413                                 |                                 |                                 |                                     |                                 |                                                                            |                                    |
| 1983                            | b$. 17.484                              | b$. 582                                 |                                 |                                 |                                     |                                 |                                                                            |                                    |
| 1983                            | b$. 30.100                              | b$. 1.003                               |                                 |                                 |                                     |                                 |                                                                            |                                    |
| 1983                            | b$. 47.257                              | b$. 1.575                               |                                 |                                 |                                     |                                 |                                                                            |                                    |
| 1984                            | b$. 123.813                             | b$. 4.127                               |                                 |                                 |                                     |                                 |                                                                            |                                    |
| 1984                            | b$. 935.000                             | b$. 31.166                              |                                 |                                 |                                     |                                 |                                                                            |                                    |
| 1985                            | b$. 4.035.000                           | b$. 134.500                             |                                 |                                 |                                     |                                 |                                                                            |                                    |
| 1985                            | b$. 6.240.000                           | b$. 208.000                             |                                 |                                 |                                     |                                 |                                                                            |                                    |
| 1985                            | b$. 10.171.000                          | b$. 339.033                             |                                 |                                 |                                     |                                 |                                                                            |                                    |
| 1985                            | b$. 30.000.000                          | b$. 1.000.000                           |                                 |                                 |                                     |                                 |                                                                            |                                    |
| 1986                            | b$. 40.000.000                          | b$. 1.333.333                           | 25 %                            | 65,90 %                         | $ 21                                |                                 |                                                                            | [ 16 ]                             |
| 1987                            | Bs 50                                   | Bs 1                                    | 20 %                            | 10,71 %                         | $ 24                                |                                 |                                                                            |                                    |
| 1988                            | Bs 60                                   | Bs 2                                    | 13,3 %                          | 21,47 %                         | $ 25                                |                                 |                                                                            |                                    |
| 1989                            | Bs 68                                   | Bs 2                                    | 13,2 %                          | 16,56 %                         | $ 26                                |                                 |                                                                            |                                    |
| 1990                            | Bs 77                                   | Bs 2                                    | 13,2 %                          | 18,03 %                         | $ 24                                |                                 | Decreto Supremo 22468 Архивная копия от 10 июня 2017 на Wayback Machine    |                                    |
| 1991                            | Bs 120                                  | Bs 4                                    | 55,8 %                          | 14,53 %                         | $ 33                                |                                 | Decreto Supremo 22739 Архивная копия от 2 июля 2018 на Wayback Machine     |                                    |
| 1992                            | Bs 135                                  | Bs 4                                    | 12,5 %                          | 10,46 %                         | $ 35                                |                                 | Decreto Supremo 23028 Архивная копия от 2 июля 2018 на Wayback Machine     |                                    |
| 1993                            | Bs 160                                  | Bs 5                                    | 18,5 %                          | 9,30 %                          | $ 38                                |                                 | Decreto Supremo 23410 Архивная копия от 21 декабря 2017 на Wayback Machine |                                    |
| 1994                            | Bs 190                                  | Bs 6                                    | 18,7 %                          | 8,52 %                          | $ 41                                |                                 | Decreto Supremo 23791 Архивная копия от 6 августа 2017 на Wayback Machine  |                                    |
| 1995                            | Bs 205                                  | Bs 6                                    | 7,8 %                           | 12,58 %                         | $ 43                                |                                 | Decreto Supremo 24067 Архивная копия от 14 декабря 2017 на Wayback Machine |                                    |
| 1996                            | Bs 223                                  | Bs 7                                    | 8,7 %                           | 7,95 %                          | $ 44                                |                                 | Decreto Supremo 24280 Архивная копия от 1 января 2018 на Wayback Machine   |                                    |
| 1997                            | Bs 240                                  | Bs 8                                    | 7,6 %                           | 6,73 %                          | $ 46                                |                                 | Decreto Supremo 24468 Архивная копия от 14 декабря 2017 на Wayback Machine |                                    |
| 1998                            | Bs 300                                  | Bs 10                                   | 25 %                            | 4,39 %                          | $ 54                                |                                 | Decreto Supremo 25051 Архивная копия от 4 января 2018 на Wayback Machine   |                                    |
| 1999                            | Bs 330                                  | Bs 11                                   | 10 %                            | 3,13 %                          | $ 57                                |                                 | Decreto Supremo 25318 Архивная копия от 16 июля 2017 на Wayback Machine    |                                    |
| 2000                            | Bs 355                                  | Bs 11                                   | 7,5 %                           | 3,41 %                          | $ 57                                | € 63                            | Decreto Supremo 25679 Архивная копия от 24 июля 2017 на Wayback Machine    |                                    |
| 2001                            | Bs 400                                  | Bs 13                                   | 12,6 %                          | 0,92 %                          | $ 61                                | € 69                            | Decreto Supremo 26047 Архивная копия от 6 августа 2017 на Wayback Machine  |                                    |
| 2002                            | Bs 430                                  | Bs 14                                   | 7,5 %                           | 2,45 %                          | $ 60                                | € 67                            | Decreto Supremo 26547 Архивная копия от 6 августа 2017 на Wayback Machine  |                                    |
| 2003                            | Bs 440                                  | Bs 14                                   | 2,3 %                           | 3,94 %                          | $ 57                                | € 51                            | Decreto Supremo 27049 Архивная копия от 2 июля 2018 на Wayback Machine     |                                    |
| 2004                            | Bs 440                                  | Bs 14                                   | 0 %                             | 4,62 %                          | $ 55                                | € 46                            | Decreto Supremo 27049 Архивная копия от 2 июля 2018 на Wayback Machine     |                                    |
| 2005                            | Bs 440                                  | Bs 14                                   | 0 %                             | 4,91 %                          | $ 61                                | € 42                            | Decreto Supremo 27049 Архивная копия от 2 июля 2018 на Wayback Machine     |                                    |
| 2006                            | Bs 500                                  | Bs 16                                   | 13,6 %                          | 4,95 %                          | $ 62                                | € 49                            | Decreto Supremo 28700 Архивная копия от 2 июля 2018 на Wayback Machine     |                                    |
| 2007                            | Bs 525                                  | Bs 17                                   | 5 %                             | 11,73 %                         | $ 65                                | € 48                            | Decreto Supremo 29116 Архивная копия от 2 июля 2018 на Wayback Machine     |                                    |
| 2008                            | Bs 577                                  | Bs 19                                   | 9,9 %                           | 11,85 %                         | $ 77                                | € 50                            | Decreto Supremo 29473 Архивная копия от 2 июля 2018 на Wayback Machine     |                                    |
| 2009                            | Bs 647                                  | Bs 21                                   | 12,1 %                          | 0,26 %                          | $ 91                                | € 70                            | Decreto Supremo 0016                                                       |                                    |
| 2010                            | Bs 679                                  | Bs 22                                   | 5 %                             | 7,18 %                          | $ 96                                | € 73                            | Decreto Supremo 0497                                                       | [ 17 ] [ 18 ] [ 18 ] [ 19 ] [ 20 ] |
| 2011                            | Bs 815                                  | Bs 27                                   | 20 %                            | 6,9 %                           | $ 116                               | € 79                            | Decreto Supremo 0809                                                       | [ 21 ] [ 22 ] [ 23 ] [ 24 ] [ 25 ] |
| 2012                            | Bs 1000                                 | Bs 33                                   | 22,6 %                          | 4,54 %                          | $ 143                               | € 110                           | Decreto Supremo 1213                                                       | [ 26 ] [ 27 ] [ 28 ] [ 29 ] [ 30 ] |
| 2013                            | Bs 1200                                 | Bs 40                                   | 20 %                            | 6,48 %                          | $ 172                               | € 132                           | Decreto Supremo 1549                                                       | [ 31 ] [ 32 ] [ 33 ] [ 34 ] [ 35 ] |
| 2014                            | Bs 1440                                 | Bs 48                                   | 20 %                            | 5,19 %                          | $ 206                               | € 152                           | Decreto Supremo 1988                                                       | [ 36 ] [ 37 ] [ 38 ] [ 39 ] [ 40 ] |
| 2015                            | Bs 1656                                 | Bs 55                                   | 15 %                            | 2,95 %                          | $ 238                               | € 214                           | Decreto Supremo 2346                                                       | [ 41 ] [ 42 ] [ 43 ] [ 44 ] [ 45 ] |
| 2016                            | Bs 1805                                 | Bs 60                                   | 9 %                             | 4 %                             | $ 262                               | € 235                           | Decreto Supremo 2748                                                       | [ 46 ] [ 47 ] [ 48 ] [ 49 ] [ 50 ] |
| 2017                            | Bs 2000                                 | Bs 66                                   | 10,8 %                          | 2,71 %                          | $ 290                               | € 243                           | Decreto Supremo 3161 Архивная копия от 2 июля 2018 на Wayback Machine      | [ 51 ] [ 52 ] [ 53 ] [ 54 ] [ 55 ] |
| 2018                            | Bs 2060                                 | Bs 68                                   | 3 %                             | 6,9 %                           | $ 298.11                            | € 253.17                        | Decreto Supremo 3544 Архивная копия от 7 декабря 2019 на Wayback Machine   | [ 56 ] [ 57 ] [ 58 ] [ 59 ] [ 60 ] |

## Позиция Боливии в Латинской Америке
| Список стран Латинской Америки в соответствии с их минимальной заработной платой в долларах США в 2018 году                                                                                    | Список стран Латинской Америки в соответствии с их минимальной заработной платой в долларах США в 2018 году | Список стран Латинской Америки в соответствии с их минимальной заработной платой в долларах США в 2018 году | Список стран Латинской Америки в соответствии с их минимальной заработной платой в долларах США в 2018 году | Список стран Латинской Америки в соответствии с их минимальной заработной платой в долларах США в 2018 году |
| № | Страна | Минимальная заработная плата (в долларах США)                                                               | Минимальная заработная плата (в местной валюте)                                                             | |
| --- | --- | --- | --- | --- |
| 1 | Панама | US$744 | US$744 долларов                                                                                             | |
| 2 | Коста-Рика                                                                                                  | US$472 | ₡262 298 колон                                                                                              | |
| 3 | Чили | US$442 | $276 000 песо                                                                                               | |
| 4 | Уругвай | US$431 | $13&430 песо                                                                                                | |
| 5 | Аргентина                                                                                                   | US$400 | $10 000 песо                                                                                                | |
| | | | | |
| 6 | Гватемала                                                                                                   | US$392 | Q2875 кетсальей                                                                                             | |
| 7 | Эквадор | US$386 | US$386 долларов                                                                                             | |
| 8 | Гондурас | US$373 | L8910 лемпир                                                                                                | |
| 9 | Парагвай | US$360 | ₲2 041 123 гуарани                                                                                          | |
| 10 | Боливия | US$300 | Bs2060 боливиано                                                                                            | |
| 11 | Сальвадор                                                                                                   | US$300 | US$300 долларов                                                                                             | |
| | | | | |
| 12 | Перу | US$284 | S/930 новых соль                                                                                            | |
| 13 | Колумбия | US$270 | $781 242 песо                                                                                               | |
| 14 | Бразилия | US$253 | R$954 реал                                                                                                  | |
| 15 | Доминиканская Республика                                                                                    | US$236 | RD$11 684 песо                                                                                              | |
| | | | | |
| 16 | Никарагуа                                                                                                   | US$179 | C$5642 кордоба                                                                                              | |
| 17 | Гаити | US$165 | G10 500 гурдов                                                                                              | |
| 18 | Мексика | US$133 | $1 000 000 песо                                                                                             | |
| 19 | Куба | US$30 | $740 песо                                                                                                   | |
| 20 | Венесуэла                                                                                                   | US$12 | Bs1 000 000 боливар                                                                                         | |
| Примечания: В Боливии, доллар США является фиксированным и не растет в течение нескольких лет. В Эквадоре, Панаме и Сальвадоре использование в качестве национальной валюты Доллар США. (2018) | | | | |